# Station Wimille-Wimereux
Station Wimille-Wimereux is een spoorwegstation van de Franse gemeenten Wimille en Wimereux.